# Фраула (Лече)
Фраула (итал. Fraula) је насеље у Италији у округу Лече, региону Апулија.
Према процени из 2011. у насељу је живело 9 становника. Насеље се налази на надморској висини од 38 м.